# Ken Duken
Ken Duken (Heidelberg, 17 de abril de 1979) é um ator alemão conhecido por seus papéis em vários filmes e séries de televisão. Entre seus trabalhos notáveis estão filmes como Berlin Falling (2017) e Fábrica de Sonhos - Ouse Sonhar (2019), e séries de TV como Tatort. 

## Biografia
Ken Duken nasceu em Heidelberg em 17 de abril de 1979, e cresceu em Garmisch-Partenkirchen. Filho da atriz Christina Loeb e de um médico, ele é o terceiro de quatro filhos, com a irmã Annalena também sendo atriz e o tio Michael Zittel um ator conhecido. Duken começou sua carreira no teatro e estreou no cinema em 1997. Seu papel de destaque veio em 1999 com o filme Schlaraffenland. Ele também participou de Gran Paradiso (2000) e Deadly Detour (2011), e ganhou reconhecimento internacional com filmes como Bastardos Inglórios (2009) e Max Manus: Man of War (2008).
Além de atuar, Duken se envolveu na direção, com o filme Berlin Falling sendo exibido no Festival Internacional de Cinema de Xangai. Ele cofundou a produtora Grand Hôtel Pictures e dirigiu vários projetos, incluindo videoclipes. 
Em 2021, Duken participou da iniciativa #allesdichtmachen sobre a Pandemia de COVID-19 na Alemanha, mas retirou sua contribuição após críticas.

## Vida pessoal
Casado com a atriz Marisa Leonie Bach desde 2000, o casal tem um filho nascido em 2009. 